# Liste der Ministerpräsidenten der Ukraine
Dies ist eine Liste der Ministerpräsidenten der Ukraine.
| #    | Bild                  | Name                                                  | Amtsantritt        | Amtsaustritt       | Partei     | Austrittsgrund                | Anmerkungen |
| ---- | --------------------- | ----------------------------------------------------- | ------------------ | ------------------ | ---------- | ----------------------------- | --- |
| −    | Witold Fokin          | Witold Fokin Вітольд Павлович Фокін                   | 23. Oktober 1990   | 14. November 1990  | KPU        |                               | Kommissarisch im Amt |
| 1    | Witold Fokin          | Witold Fokin Вітольд Павлович Фокін                   | 14. November 1990  | 2. Oktober 1992    | Parteilos  | Rücktritt                     | Rücktritt auf eigenen Wunsch |
| −    |                       | Walentyn Symonenko Валентин Костянтинович Симоненко   | 2. Oktober 1992    | 13. Oktober 1992   | Parteilos  | Ernennung eines Nachfolgers   | kommissarisch tätig nach Rücktritt Fokins                                                                                             |
| 2    | Leonid Kutschma       | Leonid Kutschma Леонід Данилович Кучма                | 13. Oktober 1992   | 21. September 1993 | Parteilos  | Rücktritt                     | Rücktrittsgesuch dem Parlament mitgeteilt                                                                                             |
| −    | Juchym Swjahilskyj    | Juchym Swjahilskyj Юхим Леонідович Звягільський       | 22. September 1993 | 15. Juni 1994      | Parteilos  | Abwahl                        | Offiziell im Amt bis zur Abwahl, faktisch übernahm aber ab 27. September 1993 Präsident Leonid Krawtschuk die Macht über das Kabinett |
| 3    | Witalij Massol        | Witalij Massol Віталій Андрійович Масол               | 16. Juni 1994      | 6. März 1995       | Parteilos  | Rücktritt (Ruhestand)         | |
| 4    | Jewhen Martschuk      | Jewhen Martschuk Євген Кирилович Марчук               | 6. März 1995       | 27. Mai 1996       | Parteilos  | Entlassen                     | Ernannt und entlassen durch Präsident Leonid Kutschma                                                                                 |
| 5    | Pawlo Lasarenko       | Pawlo Lasarenko Павло Іванович Лазаренко              | 28. Mai 1996       | 18. Juni 1997      | Hromada    | Rücktritt (Gesundheitsgründe) | Ernannt durch Präsident Leonid Kutschma                                                                                               |
| −    | Wassyl Durdynez       | Wassyl Durdynez Василь Васильович Дурдинець           | 19. Juni 1997      | 16. Juli 1997      | Parteilos  | Entlassen                     | kommissarischer Ministerpräsident |
| 6    | Walerij Pustowoitenko | Walerij Pustowoitenko Валерій Павлович Пустовойтенко  | 16. Juli 1997      | 22. Dezember 1999  | NDP        | Ausgeschieden                 | Ernannt durch Präsident Leonid Kutschma, nach dessen Wiederwahl                                                                       |
| 7    | Wiktor Juschtschenko  | Wiktor Juschtschenko Віктор Андрійович Ющенко         | 22. Dezember 1999  | 29. Mai 2001       | Parteilos  | Rücktritt                     | Misstrauensvotum am 26. April 2001 |
| 8    | Anatolij Kinach       | Anatolij Kinach Анатолій Кирилович Кінах              | 29. Mai 2001       | 21. November 2002  | PPPU       | Abwahl                        | Entlassen durch Präsident Leonid Kutschma                                                                                             |
| 9    | Wiktor Janukowytsch   | Wiktor Janukowytsch Віктор Федорович Янукович         | 21. November 2002  | 5. Januar 2005     | PR         | Rücktrittsgesuch              | |
| −    | Mykola Asarow         | Mykola Asarow Микола Янович Азаров                    | 5. Januar 2005     | 4. Februar 2005    | PR         | Ernennung eines Nachfolgers   | kommissarisch, Vize unter Wiktor Janukowytsch                                                                                         |
| 10   | Julija Tymoschenko    | Julija Tymoschenko Юлія Володимирівна Тимошенко       | 4. Februar 2005    | 8. September 2005  | BJuT       | Entlassen                     | Entlassen durch Präsident Wiktor Juschtschenko                                                                                        |
| 11   | Jurij Jechanurow      | Jurij Jechanurow Юрій Іванович Єхануров               | 8. September 2005  | 4. August 2006     | VUK        | Rücktritt                     | Rücktritt nach Neuwahlen |
| (9)  | Wiktor Janukowytsch   | Wiktor Janukowytsch Віктор Федорович Янукович         | 4. August 2006     | 23. November 2007  | PR         | Rücktritt                     | Rücktritt nach Verlust der Regierungsmehrheit bei Neuwahlen. Blieb bis zur Wahl Tymoschenkos kommissarisch im Amt.                    |
| (10) | Julija Tymoschenko    | Julija Tymoschenko Юлія Володимирівна Тимошенко       | 18. Dezember 2007  | 3. März 2010       | BJuT       | Abwahl                        | Abwahl durch Misstrauensvotum nach persönlicher Niederlage bei den Präsidentschaftswahlen.                                            |
| −    | Oleksandr Turtschynow | Oleksandr Turtschynow Олександр Валентинович Турчинов | 3. März 2010       | 11. März 2010      | BJuT       |                               | Kommissarisch im Amt (Stellvertreter der Ministerpräsidentin) nach Rücktritt Tymoschenkos.                                            |
| 12   | Mykola Asarow         | Mykola Asarow Микола Янович Азаров                    | 11. März 2010      | 28. Januar 2014    | PR         | Rücktritt                     | Siehe: Euromaidan |
| −    | Serhij Arbusow        | Serhij Arbusow Сергій Геннадійович Арбузов            | 28. Januar 2014    | 22. Februar 2014   | PR         | Abwahl                        | Kommissarisch im Amt (Stellvertreter des Ministerpräsidenten) nach Rücktritt Asarows.                                                 |
| 13   | Arsenij Jazenjuk      | Arsenij Jazenjuk Арсеній Петрович Яценюк              | 27. Februar 2014   | 14. April 2016     | Volksfront | Rücktritt                     | bis 27. November 2014 Interimsministerpräsident (siehe: Euromaidan), bestätigt nach der Parlamentswahl im Oktober 2014                |
| 14   | Wolodymyr Hrojsman    | Wolodymyr Hrojsman Володимир Борисович Гройсман       | 14. April 2016     | 29. August 2019    | BPP        | Rücktritt                     | |
| 15   | Oleksiy Honcharuk     | Oleksij Hontscharuk Олексій Валерійович Гончарук      | 29. August 2019    | 4. März 2020       | Parteilos  | Rücktritt                     | |
| 16   | Denys Schmyhal        | Denys Schmyhal Денис Анатолійович Шмигаль             | 4. März 2020       | 17. Juli 2025      | Parteilos  | Rücktritt                     | |
| 17   | Julija Swyrydenko     | Julija Swyrydenko Юлія Анатоліївна Свириденко         | 17. Juli 2025      | amtierend          | Parteilos  |                               | |